# Île Evans
L'Île Evans (en espagnol : Isla Evans) est une île inhabitée, située dans le sud du Chili. Elle est administrativement rattachée à la région de Magallanes et de l'Antarctique chilien, en Patagonie chilienne ; elle fait partie de la réserve nationale Alacalufes.

## Géographie

### Situation et caractéristiques physiques
L'île Evans se trouve entre l'île Owens (ceb) à l'est, dont elle est séparée par le Paso Blanche et l'île Vancouver à l'ouest, dont elle est séparée par le canal Sarmiento. Au nord et au sud, les passes Stewart et Childers la séparent du continent.
L'île Evans est entièrement rocheuse ; sa superficie est de 170,9 km2.